# Simplicia buffetti
Simplicia buffetti är en fjärilsart som beskrevs av Holloway 1977. Simplicia buffetti ingår i släktet Simplicia och familjen nattflyn. Inga underarter finns listade i Catalogue of Life.